# Copa COSAFA 2000
La Copa COSAFA 2000 fue la cuarta edición del torneo de fútbol a nivel de selecciones de África del Sur organizado por la COSAFA y que contó con la participación de 11 selecciones afiliadas al organismo.
Zimbabue venció en la final a Lesoto para ganar el título por primera vez.

## Primera Ronda
| 5 de marzo de 2000 | Zimbabue                       | 2–1 | Lesoto    | National Stadium, Harare, Zimbabue |  |
|                    | Lupahla 69' · Marai 89' (a.g.) |     | Majara 9' |                                    |  |

| 25 de marzo de 2000 | Zambia                                  | 3–0 | Botsuana | Independence Stadium, Lusaka, Zambia |  |
|                     | Sinyangwe 7' · Milanzi 32' · Nsofwa 89' |     |          |                                      |  |

| 15 de abril de 2000 | Malaui                   | 2–1 | Mozambique | Estadio Chichiri, Blantyre, Malaui |  |
|                     | Chitsulo 5' · Kumanga 9' |     | Amide 59'  |                                    |  |

| 29 de abril de 2000 | Sudáfrica                                  | 3–0 | Mauricio | Royal Bafokeng Stadium, Phokeng, Sudáfrica |  |
|                     | Mayo 13' (pen.) · Sapula 69' · Nomvete 78' |     |          |                                            |  |

## Cuartos de final
- Angola (campeón defensor), Namibia y Suazilandia clasificaron directamente.
- Lesoto clasificó como el mejor perdedor de la ronda anterior.

| 14 de mayo de 2000 | Zimbabue                    | 3–2 | Namibia                   | National Stadium, Harare, Zimbabue |  |
|                    | Petros 67' 76' · Mugeyi 68' |     | Benjamin 79' · Nauseb 89' |                                    |  |

| 20 de mayo de 2000 | Malaui | 0–0 (4–5 p.) | Angola | Estadio Chichiri, Blantyre |  |

| 11 de junio de 2000 | Lesoto | 0–0 (3–1 p.) | Zambia | Estadio Setsoto, Maseru, Lesoto |  |

| 18 de junio de 2000 | Sudáfrica       | 2–0 | Suazilandia | Johann van Riebeeck Stadium, Witbank, Sudáfrica |  |
|                     | Buckley 11' 18' |     |             |                                                 |  |

## Semifinales
| 23 de julio de 2000 | Lesoto                      | 2–1 | Angola   | Estadio Setsoto, Maseru, Lesoto |  |
|                     | Maseela 84' · Ntsonyana 89' |     | Akwá 30' |                                 |  |

| 29 de julio de 2000 | Sudáfrica | 0–1 | Zimbabue  | Boet Erasmus Stadium, Port Elizabeth, Sudáfrica |  |
|                     |           |     | Tembo 11' |                                                 |  |

## Final
| 13 de agosto de 2000 | Lesoto | 0–3 | Zimbabue                                       | Estadio Setsoto, Maseru, Lesoto |                                 |
|                      |        |     | Mahlakajoe 9' (a.g.) · Mugeyi 41' · Petros 52' | Asistencia: 15,000 espectadores | Asistencia: 15,000 espectadores |

| 27 de agosto de 2000                    | Zimbabue                                         | 3–0 | Lesoto | Independence, Bulawayo, Zimbabue |                                 |
|                                         | Petros 15' (pen.) · Chisango 75' · Mwaruwara 78' |     |        | Asistencia: 35,000 espectadores  | Asistencia: 35,000 espectadores |
| Zimbabue gana 6-0 en el marcador global |                                                  |     |        |                                  |                                 |

## Campeón
| Copa COSAFA 2000    |
| ------------------- |
| Bandera de Zimbabue |
| Zimbabue 1º Título  |